# Liste Gaza
Die Liste GAZA – Stimmen gegen den Völkermord (GAZA) ist eine antizionistische Kleinpartei in Österreich, die 2024 in Wien gegründet wurde. Die Bezeichnung geht auf den Gaza-Krieg zurück. Aufgrund der gesammelten Unterschriften stand sie mit Ausnahme von Kärnten und Salzburg österreichweit auf dem Stimmzettel bei der Nationalratswahl in Österreich 2024. Die zur Wahl stehenden Personen auf der Liste repräsentierten mehrere Organisationen des Bündnisses „Palästina Solidarität Österreich“ (PSÖ) und stehen der BDS-Bewegung nahe. Spitzenkandidatin war Irina Vana, zu den weiteren Personen zählte die bekannte Anwältin Astrid Wagner.

## Wahlen
Sie trat in den Nationalratswahlen 2024 in 7 Bundesländern an. Hier erreichte sie 0,4 % der Stimmen (19.376 Wähler) und konnte in Wien 1,1 % der Stimmen (mit 9.053 Wählern) erlangen.

## Positionen und Ziele
Das Wahlbündnis spricht sich laut Eigenangaben gegen Apartheid, Kolonialismus und den Völkermord in Palästina aus. Die Liste verfolgt das Ziel, dass sich Österreich für einen sofortigen Waffenstillstand im Gaza-Krieg einsetzt. In ihren Positionierung betont die Liste auch, dass es ein „Recht auf Widerstand gegen Besatzung, Vertreibung und Völkermord“ in Israel gebe und spricht sich für eine Anerkennung Palästinas aus. Außerdem will man laut dem Programm den „Anti-Islam-Kurs“ in Österreichs Politik sowie Medienlandschaft beenden. Unter anderem wird daher die Abschaffung der „Islam-Landkarte“ und der Dokumentationsstelle Politischer Islam gefordert. Im Manifest der Liste heißt es zudem „Weg mit den die Meinungsfreiheit einschränkenden Gesetzen, wie Islamgesetz, Terror- und Extremismusparagraphen, Symbole-Gesetz. Keine Einschränkung der Vereins- und Versammlungsfreiheit. Nein zur Schutzhaft und zu einem Maßnahmenvollzug, der zur Gesinnungshaft missbraucht werden kann. Kritik an und Engagement gegen Zionismus, dem ethnonationalistischen Kolonialprojekt, muss erlaubt bleiben.“

## Kritik
Kritiker werfen der Gruppierung Antisemitismus vor. Die Partei vereint linksextreme und islamistische Positionen und war an der Organisation eines Kongresses in Wien beteiligt, wo laut einigen Kritikern antiisraelische, antizionistische und antisemitische Propaganda verbreitet wurde.
Die österreichische Tageszeitung Der Standard verortet die Personen, die sich 2024 zur Wahl stellten, als Organisatoren antiisraelischer Demonstrationen. Den Terrorüberfall der islamistischen Hamas vom 7. Oktober 2023 hätten sie als „Widerstand“ beschrieben. Als treibende Kraft hinter der Liste sieht die Zeitung Aktivisten der antisemitischen Antiimperialistischen Koordination (AIK). Das Dokumentationsarchiv des Österreichischen Widerstands (DÖW) bescheinigte der Gruppierung schon vor mehr als 20 Jahren „Antisemitismus im linken Gewand“. So kandidierte unter anderem AIK-Mitglied Wilhelm Langthaler auf der Liste, der mehrfach als Wortführer der „Palästina Solidarität Österreich“ in Erscheinung trat, einer Dachorganisation israelfeindlicher Gruppen wie der als antisemitisch eingestuften Boykottbewegung Boycott, Divestment and Sanctions. In einem Interview erklärte Langthaler, dass „der palästinensische Kampf gegen das Apartheidsregime Israel“ kein „Mädchenpensionat“ sei. Er bezeichnete den Terrorangriff der Hamas auf Israel 2023 als „Ausbruchsversuch der Palästinenser aus dem Freiluftgefängnis Gaza“ und stellte das Ereignis mit dem Ausbruchsversuch der Juden aus dem Warschauer Ghetto gleich.
In der Tageszeitung Die Presse wurde die Gruppierung in einem Gastbeitrag von Daniel Green als extremistisch kritisiert, die „emotionalisieren, instrumentalisieren und möglicherweise sogar radikalisieren“ wolle, wodurch Antisemitismus und Antipalästinensismus salonfähig gemacht werden würden. Die „Liste Gaza“ spiele mit Genozidbegriff und Judenhass werde durch Verharmlosungsdiskurse in Bezug auf den Holocaust legitimiert.